# Pentastiridius haloxyli
Pentastiridius haloxyli är en insektsart som först beskrevs av Mitjaev 1971.  Pentastiridius haloxyli ingår i släktet Pentastiridius och familjen kilstritar. Inga underarter finns listade i Catalogue of Life.